# Локомотив (журнал)
«Локомотив» (название до февраля 1992 года — «Электрическая и тепловозная тяга» или ЭТТ) — ежемесячный специализированный журнал, посвящённый проблемам локомотивного хозяйства, эксплуатации и ремонту локомотивов различных типов и моторвагонного подвижного состава. До начала 1990-х годов также уделялось внимание темам ремонта и эксплуатации поездов метрополитена. Статьи об устройстве и содержании контактной сети выходят под рубрикой «электроснабжение».
Журнал издаётся с 1957 года. Круг читателей журнала — технически подготовленные специалисты железнодорожного транспорта: инженеры, машинисты локомотивов, помощники машинистов, ремонтники.
С журналом сотрудничали в разное время В. А. Раков, Э. А. Стефанович, А. Б. Вульфов.